# رافائيل ليوناردو كاييخاس روميرو
رافائيل ليوناردو كاييخاس روميرو (بالإسبانية: Rafael Leonardo Callejas Romero) (و. 1943 – م) هو عالم اقتصاد من هندوراس ولد في تيجوسيجالبا. كان عضوًا في الحزب الوطني.توفي سنة 2020

## روابط خارجية
- رافائيل ليوناردو كاييخاس روميرو على موقع الموسوعة البريطانية (الإنجليزية)
- رافائيل ليوناردو كاييخاس روميرو على موقع مونزينجر (الألمانية)